# Associazione Sportiva Roma 1995-1996
Questa voce raccoglie le informazioni riguardanti l'Associazione Sportiva Roma nelle competizioni ufficiali della stagione 1995-1996.

## Stagione
Questa è la terza e ultima stagione sulla panchina della Roma per Carlo Mazzone e l'ultima stagione con la maglia giallorossa per Giuseppe Giannini. In quest'annata la Roma vince per la sesta volta nella storia contro la Juventus a Torino (2-0 con una doppietta di Abel Balbo), ed esce dalla Coppa UEFA contro lo Slavia Praga: 3-1 per la Roma al ritorno (dopo che all'andata ci fu una sconfitta per 2-0) con un gol subito nei minuti finali della partita di ritorno allo Stadio Olimpico, dopo una doppietta di Francesco Moriero e un gol di Giannini. Durante questa stagione un Francesco Totti in costante crescendo ricevette la sua prima convocazione in Nazionale. Alla fine del campionato la Roma giunse quinta.

## Divise e sponsor

Francesco Totti in azione con il completo casalingo all red.

Lo sponsor tecnico è Asics, mentre lo sponsor ufficiale è INA Assitalia.
La prima divisa è costituita da maglia rossa con colletto a polo, pantaloncini rossi e calzettoni rossi, tutti e tre presentanti decorazioni arancioni. In trasferta i Lupi usano una costituita da maglia bianca con colletto a polo rosso, pantaloncini bianchi, calzettoni bianchi bordati di rosso. Come terza divisa viene usato un kit costituito dallo stesso template della home, col verde al posto del rosso.
| Casa | Trasferta | Terza divisa |

I portieri usano quattro divise: la prima da maglia blu, pantaloncini blu e calzettoni neri, la seconda da maglia nera e azzurra, pantaloncini e calzettoni neri, la terza da maglia verde con decorazioni nere e grigie, abbinata a stessi calzettoni e pantaloncini, la quarta da maglia rossa con decorazioni grigie e nere, calzettoni e calzoncini sempre neri.
| 1ª portiere | 2ª portiere | 3ª portiere | 4ª portiere |

## Organigramma societario
Di seguito l'organigramma societario.
Area direttiva
- Presidente: Franco Sensi

Area tecnica
- Allenatore: Carlo Mazzone

## Rosa
Di seguito la rosa.
| N. |                      | Ruolo | Calciatore        |
| -- | -------------------- | ----- | ----------------- |
| 1  | Italia (bandiera)    | P     | Giovanni Cervone  |
| 2  | Italia (bandiera)    | D     | Enrico Annoni     |
| 3  | Italia (bandiera)    | D     | Marco Lanna       |
| 4  | Italia (bandiera)    | D     | Fabio Petruzzi    |
| 5  | Brasile (bandiera)   | D     | Aldair            |
| 6  | Italia (bandiera)    | D     | Amedeo Carboni    |
| 7  | Italia (bandiera)    | C     | Francesco Moriero |
| 8  | Italia (bandiera)    | C     | Francesco Statuto |
| 9  | Argentina (bandiera) | A     | Abel Balbo        |
| 10 | Italia (bandiera)    | C     | Giuseppe Giannini |
| 11 | Uruguay (bandiera)   | A     | Daniel Fonseca    |
| 12 | Italia (bandiera)    | P     | Giorgio Sterchele |
| 13 | Italia (bandiera)    | C     | Luigi Di Biagio   |
| 14 | Svezia (bandiera)    | C     | Jonas Thern       |

| N. |                   | Ruolo | Calciatore            |
| -- | ----------------- | ----- | --------------------- |
| 15 | Italia (bandiera) | C     | Alessio Scarchilli    |
| 16 | Italia (bandiera) | D     | Gabriele Grossi       |
| 17 | Italia (bandiera) | C     | Massimiliano Cappioli |
| 18 | Italia (bandiera) | C     | Daniele Berretta      |
| 19 | Italia (bandiera) | C     | Franco Florio         |
| 20 | Italia (bandiera) | A     | Francesco Totti       |
| 21 | Italia (bandiera) | P     | Giampaolo Di Magno    |
| 22 | Italia (bandiera) | A     | Marco Branca          |
| 23 | Italia (bandiera) | D     | Gianluca Cherubini    |
| 24 | Italia (bandiera) | A     | Marco Delvecchio      |
| 25 | Grecia (bandiera) | A     | Lampros Choutos       |
| -  | Italia (bandiera) | A     | Fabio Sposito         |
| -  | Italia (bandiera) | D     | Andrea Cupi           |

## Calciomercato
Di seguito il calciomercato.

### Sessione estiva
| Acquisti | Acquisti           | Acquisti | Acquisti              |
| R.       | Nome               | da       | Modalità              |
| -------- | ------------------ | -------- | --------------------- |
| P        | Giorgio Sterchele  | Vicenza  | definitivo            |
| D        | Gianluca Cherubini | Reggiana | definitivo            |
| D        | Enrico Annoni      | Torino   | definitivo            |
| C        | Luigi Di Biagio    | Foggia   | definitivo (gratuito) |
| C        | Alessio Scarchilli | Udinese  | definitivo            |
| C        | Daniele Berretta   | Cagliari | fine prestito         |

| Cessioni | Cessioni            | Cessioni     | Cessioni              |
| R.       | Nome                | a            | Modalità              |
| -------- | ------------------- | ------------ | --------------------- |
| P        | Fabrizio Lorieri    | Lecce        | definitivo            |
| D        | Francesco Colonnese | Napoli       | definitivo            |
| D        | Andrea Borsa        | SPAL         | definitivo            |
| D        | Silvano Benedetti   | Alessandria  | definitivo            |
| C        | Giampiero Maini     | L.R. Vicenza | definitivo (gratuito) |
| C        | Giovanni Piacentini | Fiorentina   | definitivo            |
| C        | Michele Scapicchi   | ?            | definitivo            |
| C        | Sandro Mazzoni      | -            | ritiro                |

### Sessione invernale
| Acquisti | Acquisti         | Acquisti | Acquisti                 |
| R.       | Nome             | da       | Modalità                 |
| -------- | ---------------- | -------- | ------------------------ |
| D        | Gabriele Grossi  | Vicenza  | definitivo               |
| A        | Marco Delvecchio | Inter    | definitivo (5 milioni €) |

| Cessioni | Cessioni     | Cessioni | Cessioni   |
| R.       | Nome         | a        | Modalità   |
| -------- | ------------ | -------- | ---------- |
| A        | Marco Branca | Inter    | definitivo |

## Risultati

### Serie A

#### Girone di andata
| Arbitro: | Pairetto (Nichelino) |

|              |           |            |
| Karembeu 22’ | Marcatori | 24’ Branca |

| Arbitro: | Farina (Novi Ligure) |

|  |           |                  |
|  | Marcatori | 49’ (rig.) Vieri |

| Arbitro: | Collina (Viareggio) |

|           |           |               |
| Balbo 15’ | Marcatori | 45’, 76’ Weah |

| Arbitro: | Treossi (Forlì) |

|  |           |                    |
|  | Marcatori | 68’ (aut.) Tentoni |

| Roma 1º ottobre 1995, ore 20:30 5ª giornata | Roma            | 0 – 0 referto | Lazio | Stadio Olimpico (74 205 spett.)\| Arbitro: \| Cesari (Genova) \| |
| Arbitro:                                    | Cesari (Genova) |               |       |                                                                  |

| Arbitro: | Bazzoli (Merano) |

|                             |           |                         |
| Pelé 16’ Cervone 26’ (aut.) | Marcatori | 35’ Branca 40’ Cappioli |

| Arbitro: | Nicchi (Arezzo) |

|             |           |              |
| Fonseca 46’ | Marcatori | 75’ D.Baggio |

| Arbitro: | Boggi (Salerno) |

|  |           |                  |
|  | Marcatori | 14’, 68’ Fonseca |

| Arbitro: | Borriello (Mantova) |

|                       |           |  |
| Balbo 26’ Fonseca 62’ | Marcatori |  |

| Arbitro: | Bettin (Padova) |

|                  |           |  |
| Di Francesco 18’ | Marcatori |  |

| Arbitro: | Quartuccio (Torre Annunziata) |

|                       |           |            |
| Fonseca 69’ Totti 72’ | Marcatori | 88’ Pedone |

| Arbitro: | Beschin (Legnago) |

|              |           |           |
| Bierhoff 64’ | Marcatori | 90’ Balbo |

| Arbitro: | Racalbuto (Gallarate) |

|                  |           |             |
| Lopez 21’ (aut.) | Marcatori | 41’ Viviani |

| Arbitro: | Nicchi (Arezzo) |

|  |           |                          |
|  | Marcatori | 13’ Thern 70’ Delvecchio |

| Arbitro: | Collina (Viareggio) |

|  |           |                              |
|  | Marcatori | 44’ Balbo 66’ (aut.) Ferrara |

| Arbitro: | Boggi (Salerno) |

|               |           |                            |
| Balbo 5’, 49’ | Marcatori | 60’ Robbiati 70’ Batistuta |

| Arbitro: | Cesari (Genova) |

|                 |           |  |
| Branca 17’, 66’ | Marcatori |  |

#### Girone di ritorno
| Arbitro: | Braschi (Prato) |

|                     |           |             |
| Balbo 45’, 62’, 90’ | Marcatori | 52’ Mannini |

| Arbitro: | Pairetto (Nichelino) |

|                                 |           |                |
| Pisani 78’ D. Morfeo 83’ (rig.) | Marcatori | 21’ Delvecchio |

| Arbitro: | Bazzoli (Milano) |

|                                       |           |            |
| Weah 7’ Aldair 55’ (aut.) Panucci 86’ | Marcatori | 8’ Moriero |

| Arbitro: | Rodomonti (Teramo) |

|                                      |           |  |
| Di Biagio 25’ Balbo 33’ Cappioli 89’ | Marcatori |  |

| Arbitro: | Nicchi (Arezzo) |

|                    |           |  |
| Signori 84’ (rig.) | Marcatori |  |

| Arbitro: | Messina (Bergamo) |

|             |           |  |
| Statuto 17’ | Marcatori |  |

| Arbitro: | Bettin (Padova) |

|             |           |            |
| Sensini 45’ | Marcatori | 3’ Fonseca |

| Arbitro: | Pellegrino (Barcellona Pozzo di Gotto) |

|                  |           |                    |
| Balbo 18’ (rig.) | Marcatori | 9’ (rig.) Oliveira |

| Arbitro: | Quartuccio (Torre Annunziata) |

|             |           |                          |
| Vlaović 83’ | Marcatori | 45’ Fonseca 82’ Cappioli |

| Arbitro: | Bolognino (Milano) |

|                             |           |                |
| Delvecchio 16’ Cappioli 24’ | Marcatori | 51’ Cappellini |

| Arbitro: | Bettin (Padova) |

|            |           |                       |
| Parente 2’ | Marcatori | 51’ Totti 64’ Statuto |

| Arbitro: | Borriello (Mantova) |

|                            |           |            |
| Delvecchio 18’ Moriero 55’ | Marcatori | 90’ Marino |

| Arbitro: | Trentalange (Torino) |

|                       |           |                    |
| Otero 28’ Murgita 81’ | Marcatori | 44’ (rig.) Fonseca |

| Arbitro: | Treossi (Forlì) |

|                                          |           |             |
| Delvecchio 41’, 81’, 85’ Cruz 50’ (aut.) | Marcatori | 72’ Pecchia |

| Arbitro: | Collina (Viareggio) |

|                           |           |                                  |
| Delvecchio 4’ Moriero 54’ | Marcatori | 62’ (aut.) Cappioli 70’ Padovano |

| Arbitro: | Pellegrino (Barcellona Pozzo di Gotto) |

|              |           |                                                  |
| Batistuta 9’ | Marcatori | 19’ (rig.), 34’ (rig.) Balbo 27’, 90’ Delvecchio |

| Arbitro: | Cesari (Genova) |

|                      |           |  |
| Di Biagio 44’ (rig.) | Marcatori |  |

### Coppa Italia
| Arbitro: | Nicchi (Arezzo) |

|             |           |  |
| Morello 53’ | Marcatori |  |

### Coppa UEFA
| Arbitro: | David Elleray |

|               |           |             |
| Jeanneret 14’ | Marcatori | 20’ Moriero |

| Arbitro: | Marnix Sandra |

|                                             |           |  |
| Balbo 26’, 36’ Fonseca 32’ Rueda 58’ (aut.) | Marcatori |  |

| Arbitro: | Sándor Varga |

|                                             |           |  |
| Moriero 5’ Cappioli 51’ Balbo 69’ Totti 77’ | Marcatori |  |

| Anderlecht 31 ottobre 1995, ore 20:30 Sedicesimi di finale - Ritorno | Eendracht Aalst   | 0 – 0 referto | Roma | Stade Constant Vanden Stock (10 322 spett.)\| Arbitro: \| Karl-Erik Nilsson \| |
| Arbitro:                                                             | Karl-Erik Nilsson |               |      |                                                                                |

| Arbitro: | Harrel |

|                      |           |             |
| Risager 46’ Bjur 89’ | Marcatori | 16’ Fonseca |

| Arbitro: | Heynemann |

|                                 |           |          |
| Totti 22’ Balbo 72’ Carboni 90’ | Marcatori | 84’ Bjur |

| Arbitro: | Mottram |

|                         |           |  |
| Poborský 10’ Vágner 50’ | Marcatori |  |

| Arbitro: | Ouzounov |

|                                |           |            |
| Moriero 61’, 100’ Giannini 81’ | Marcatori | 113’ Vávra |

## Statistiche

### Statistiche di squadra
| Competizione | Punti | In casa | In casa | In casa | In casa | In casa | In casa | In trasferta | In trasferta | In trasferta | In trasferta | In trasferta | In trasferta | Totale | Totale | Totale | Totale | Totale | Totale | DR  |
| Competizione | Punti | G       | V       | N       | P       | Gf      | Gs      | G            | V            | N            | P            | Gf           | Gs           | G      | V      | N      | P      | Gf     | Gs     | DR  |
| ------------ | ----- | ------- | ------- | ------- | ------- | ------- | ------- | ------------ | ------------ | ------------ | ------------ | ------------ | ------------ | ------ | ------ | ------ | ------ | ------ | ------ | --- |
| Serie A      | 58    | 17      | 9       | 6       | 2       | 28      | 15      | 17           | 7            | 4            | 6            | 23           | 19           | 34     | 16     | 10     | 8      | 51     | 34     | +17 |
| Coppa Italia | -     | 0       | 0       | 0       | 0       | 0       | 0       | 1            | 0            | 0            | 1            | 0            | 1            | 1      | 0      | 0      | 1      | 0      | 1      | -1  |
| Coppa UEFA   | -     | 4       | 4       | 0       | 0       | 14      | 2       | 4            | 0            | 2            | 2            | 2            | 5            | 8      | 4      | 2      | 2      | 16     | 7      | +9  |
| Totale       | -     | 21      | 13      | 6       | 2       | 42      | 17      | 22           | 7            | 6            | 9            | 25           | 25           | 43     | 20     | 12     | 11     | 67     | 42     | +25 |

### Andamento in campionato
| Giornata  | 1 | 2  | 3  | 4  | 5  | 6  | 7  | 8  | 9 | 10 | 11 | 12 | 13 | 14 | 15 | 16 | 17 | 18 | 19 | 20 | 21 | 22 | 23 | 24 | 25 | 26 | 27 | 28 | 29 | 30 | 31 | 32 | 33 | 34 |
| --------- | - | -- | -- | -- | -- | -- | -- | -- | - | -- | -- | -- | -- | -- | -- | -- | -- | -- | -- | -- | -- | -- | -- | -- | -- | -- | -- | -- | -- | -- | -- | -- | -- | -- |
| Luogo     | T | C  | C  | T  | C  | T  | C  | T  | C | T  | C  | T  | C  | T  | T  | C  | T  | C  | T  | T  | C  | T  | C  | C  | T  | T  | C  | T  | C  | T  | C  | C  | T  | C  |
| Risultato | N | P  | P  | V  | N  | N  | N  | V  | V | P  | V  | N  | N  | V  | V  | N  | P  | V  | P  | P  | V  | P  | V  | N  | N  | V  | V  | V  | V  | P  | V  | N  | V  | V  |
| Posizione | 8 | 13 | 14 | 11 | 12 | 14 | 13 | 11 | 8 | 10 | 8  | 10 | 10 | 7  | 6  | 6  | 6  | 5  | 6  | 8  | 6  | 7  | 7  | 7  | 7  | 7  | 7  | 6  | 5  | 7  | 5  | 6  | 6  | 5  |

Fonte:  Italy » Serie A 1995/1996 » Results & Tables, su worldfootball.net.
Legenda:

Luogo: C = Casa; T = Trasferta. Risultato: V = Vittoria; N = Pareggio; P = Sconfitta.

### Statistiche dei giocatori
Sono in corsivo i calciatori che hanno lasciato la società a stagione in corso.
A completamento dei dati vanno considerati 4 autogol in favore dei giallorossi in campionato e 1 in coppa UEFA.
| Giocatore     | Serie A  | Serie A | Serie A     | Serie A    | Coppa Italia | Coppa Italia | Coppa Italia | Coppa Italia | Coppa UEFA | Coppa UEFA | Coppa UEFA  | Coppa UEFA | Totale   | Totale | Totale      | Totale     |
| Giocatore     | Presenze | Reti    | Ammonizioni | Espulsioni | Presenze     | Reti         | Ammonizioni  | Espulsioni   | Presenze   | Reti       | Ammonizioni | Espulsioni | Presenze | Reti   | Ammonizioni | Espulsioni |
| ------------- | -------- | ------- | ----------- | ---------- | ------------ | ------------ | ------------ | ------------ | ---------- | ---------- | ----------- | ---------- | -------- | ------ | ----------- | ---------- |
| A. Aldair     | 31       | 0       | ?           | 1          | 1            | 0            | 1            | 0            | 7          | 0          | 1           | 0          | 39       | 0      | 2+          | 1          |
| E. Annoni     | 22       | 0       | ?           | 1          | 0            | 0            | 0            | 0            | 7          | 0          | 1           | 0          | 29       | 0      | 1+          | 1          |
| A. Balbo      | 26       | 13      | ?           | 0          | 1            | 0            | 1            | 0            | 7          | 4          | 0           | 0          | 34       | 17     | 1+          | 0          |
| D. Berretta   | 3        | 0       | ?           | 0          | 0            | 0            | 0            | 0            | 1          | 0          | 0           | 0          | 4        | 0      | 0+          | 0          |
| M. Branca     | 7        | 2       | ?           | 0          | 1            | 0            | 0            | 0            | 3          | 0          | 1           | 0          | 11       | 2      | 1+          | 0          |
| M. Cappioli   | 31       | 4       | ?           | 1          | 1            | 0            | 0            | 0            | 8          | 1          | 1           | 0          | 40       | 5      | 1+          | 1          |
| A. Carboni    | 29       | 0       | ?           | 1          | 0            | 0            | 0            | 0            | 6          | 1          | 2           | 0          | 35       | 1      | 2+          | 1          |
| G. Cervone    | 33       | -33     | ?           | 0          | 0            | -0           | 0            | 0            | 8          | -7         | 0           | 0          | 41       | -40    | 0+          | 0          |
| G. Cherubini  | 5        | 0       | ?           | 0          | 1            | 0            | 0            | 0            | 3          | 0          | 0           | 0          | 9        | 0      | 0+          | 0          |
| L. Choutos    | 1        | 0       | ?           | 0          | 0            | 0            | 0            | 0            | 0          | 0          | 0           | 0          | 1        | 0      | 0+          | 0          |
| A. Cupi       | 0        | 0       | 0           | 0          | 0            | 0            | 0            | 0            | 0          | 0          | 0           | 0          | 0        | 0      | 0           | 0          |
| M. Delvecchio | 24       | 10      | ?           | 2          | 0            | 0            | 0            | 0            | 0          | 0          | 0           | 0          | 24       | 10     | 0+          | 2          |
| L. Di Biagio  | 30       | 2       | ?           | 0          | 1            | 0            | 0            | 0            | 6          | 0          | 1           | 0          | 37       | 2      | 1+          | 0          |
| G. Di Magno   | 0        | -0      | 0           | 0          | 0            | 0            | 0            | 0            | 0          | 0          | 0           | 0          | 0        | 0      | 0           | 0          |
| F. Florio     | 0        | 0       | 0           | 0          | 0            | 0            | 0            | 0            | 0          | 0          | 0           | 0          | 0        | 0      | 0           | 0          |
| D. Fonseca    | 23       | 8       | ?           | 2          | 0            | 0            | 0            | 0            | 6          | 2          | 0           | 0          | 29       | 10     | 0+          | 2          |
| G. Giannini   | 20       | 0       | ?           | 0          | 1            | 0            | 1            | 0            | 3          | 1          | 1           | 0          | 24       | 1      | 2+          | 0          |
| G. Grossi     | 0        | 0       | 0           | 0          | 0            | 0            | 0            | 0            | 0          | 0          | 0           | 0          | 0        | 0      | 0           | 0          |
| M. Lanna      | 32       | 0       | ?           | 1          | 1            | 0            | 0            | 0            | 8          | 0          | 0           | 0          | 41       | 0      | 0+          | 1          |
| F. Moriero    | 26       | 3       | ?           | 1          | 0            | 0            | 0            | 0            | 7          | 4          | 1           | 0          | 33       | 7      | 1+          | 1          |
| F. Petruzzi   | 28       | 0       | ?           | 1          | 1            | 0            | 0            | 0            | 6          | 0          | 1           | 1          | 35       | 0      | 1+          | 2          |
| A. Scarchilli | 7        | 0       | ?           | 0          | 0            | 0            | 0            | 0            | 3          | 0          | 0           | 0          | 10       | 0      | 0+          | 0          |
| F. Sposito    | 0        | 0       | 0           | 0          | 0            | 0            | 0            | 0            | 0          | 0          | 0           | 0          | 0        | 0      | 0           | 0          |
| F. Statuto    | 31       | 2       | ?           | 2          | 1            | 0            | 0            | 0            | 7          | 0          | 4           | 0          | 39       | 2      | 4+          | 2          |
| G. Sterchele  | 1        | -1      | ?           | 0          | 1            | -1           | 0            | 0            | 0          | 0          | 0           | 0          | 2        | -2     | 0+          | 0          |
| J. Thern      | 22       | 1       | ?           | 1          | 1            | 0            | 0            | 0            | 2          | 0          | 0           | 0          | 25       | 1      | 0+          | 1          |
| F. Totti      | 28       | 2       | ?           | 0          | 1            | 0            | 0            | 0            | 7          | 2          | 1           | 0          | 36       | 4      | 1+          | 0          |

### Videografia
- Manuela Romano (a cura di), La storia della A.S. Roma (10 DVD-Video), Corriere dello Sport, Rai Trade, 2006.